# メルツァリオ・A3
メルツァリオ・A3 (Merzario A3) は、メルツァリオが開発したフォーミュラ1カー。1979年のF1世界選手権に投入された。6戦に参加したが、いずれも予選を通過することはできなかった。A3はほとんど予算をかけること無く開発された。それは当時最先端のウィングカーの技術に基づいていたが、しばしば時代遅れのコンポーネントが使用され、未熟で非効率的なマシンと考えられていた。チームはわずか3か月後に開発をあきらめ、サードパーティのマシンと交換した。

## 背景
イタリアのレーサー、アルトゥーロ・メルツァリオは1972年から1976年までスクーデリア・フェラーリ、フランク・ウィリアムズ・レーシングカーズ、マーチ・エンジニアリングからF1に参戦した。マーチが1976年の終わりに契約を更新しなかった後、彼は自らのチームをロンバルディア州のカラーテ・ブリアンツァに設立する。1977年シーズンにマーチのカスタマーマシン、761B（シャーシ番号761B/2）で参戦したが、そのマシンは実際には1976年、またはそれ以前の1975年に製造された古いマシンであった。マーチが77年をもってフォーミュラ1への関与を取りやめ、カスタマーマシンのサポートも中止されたため、メルツァリオはF1での活動を継続するため独自のレースカーを設計することにした。最初に製作したマシンは、2台のメルツァリオ・A1であった。1台目のA1/1は、技術的にはマーチ・761Bのレプリカであったが、独自のボディを持っていた。2台目のA1/2は古いマーチ・761BのモノコックにA1/1のボディが装着された物であった。A1は2台とも失敗作であった。1978年シーズン、予選を通過したのは8回であったが、いずれも完走できなかった。
A1は技術的に時代遅れであった。1978年以降、グラウンド・エフェクト効果のある車の優位性が予見できた。1975年にさかのぼる技術的概念で製作されたA1は、これらの要件を満たしていなかった。1979年シーズンに向けて、メルツァリオは独自のグラウンド・エフェクト・カーを開発したが、その完成は1979年の春まで延期された。したがって、メルツァリオはシーズンの最初のレースをA1/2の小改良版である暫定モデルのA2で戦うこととなった。A2のモノコックはマーチ・761B/2のものがそのまま流用された。
チーム初のグラウンド・エフェクト・カーであるメルツァリオ・A3は1979年4月に登場した。その後の3ヶ月でチームはA3を予選通過させることはできなかった。それにもかかわらず、それ以上の開発は行われなかった。メルツァリオは1979年5月末に、活動を停止したドイツのカウーゼンチームからシャシーと多数の機材を引き継ぎ、直ちにA3に代えてカウーゼンのマシンを投入した。これがメルツァリオ・A4とされた。A4もグランプリの決勝に進出することはできなかった。

## 命名法
メルツァリオの製作したマシンの命名について、各文献で統一した合意は無い。これは、メルツァリオの最初のグラウンド・エフェクト・カーにも当てはまる。ほとんどのソースではこのマシンを「A3」と呼称している。この番号はすでに現代のレポートで使用されている。後の出版物はこれから部分的に逸脱している。1979年初頭の暫定モデルをA1ファミリーと見なし、A2ではなくA1Bと呼称し、1979年4月以降に使用されたグラウンド・エフェクト・カーにA3ではなくA2を割り当てている。

## テクノロジー

### 基本的な機能
メルツァリオ・A3の設計者は、アルトゥーロ・メルツァリオ、彼のメカニックであるサイモン・ハッドフィールド、エンジニアのジョルジオ・ヴァレンティーニであった。ヴァレンティーニは30年後、彼の車への貢献はいくつかの基本的なガイドラインといくつかのスケッチに限定されていたと語った。車の開発と製作の予算は25万米ドルに制限されていた。したがって、設計者は以前のメルツァリオのマシンに使用された多くのコンポーネントを引き続き使用する必要があった。これは特にモノコックに影響を及ぼした。A3は、チームが1978年シーズンの前半に使用したメルツァリオ・A1/1のアルミニウム製モノコックを引き継いだ。これはマーチ・761Bのモノコックをモデルにしているが、完全に同一では無い。サスペンションは再設計された。ウィングはボディカウルと一体式となった。エンジンはコスワースDFVの3.0リッター自然吸気エンジンを引き続き使用した。エンジンからの動力はヒューランドFGA400、5速トランスミッションを介して後輪に伝えられた。エンジンカウルは無く、むき出しであった。
メルツァリオ・A3には、ウィングカーとしての要素がいくつかあった。モデルとなったのはロータス・78とリジェ・JS11であった。サイドポッドは前輪から後輪まで伸び、ウィングのプロファイルはサイドポッドの下に取り付けられた。前方から後方に急上昇したサイドパネルと、ロールバーの幅の広い三角形のクラッディングが目立っていた。

### ウィークポイント
設計者の期待に反して、A3にはグラウンド・エフェクト効果はほとんど無かった。その主な理由は、マーチの構造に基づいたアルミニウム製モノコックであり、そのコアは4年前のものであった。設計が行われた当時は、アンダーボディプロファイルを備えたウィングカーは存在しなかった。モノコックは非常に幅が広いため、サイドポッドには狭いウィングプロファイルしか収容できず、吸引力はほとんど発生しなかった。A3のもう一つの弱点はその重量であった。A3は625kgで、前のモデルよりも約30kg重かった。重量の増加は、コスト上の理由から一部のシャーシおよびボディ部品をチタンまたはマグネシウムから製造できず、代わりにアルミニウムまたは鋼を使用しなければならなかったためであった。ホイールサスペンションにも問題があった。それらは構造的に弱く、破損しがちであった。

## 配色とスポンサー
メルツァリオ・A3の配色はA2の配色に従った。基本的なトーンは黄色であり、 サイドポッドは黒く塗られていた。スポンサーはA2と同様にマールボロ・イタリア、Flor Bath、RETEが付いた。

## 製造
メルツァリオ・A3は1台が製作された。現在はイタリアのコレクターが所有し。時々クラシックカーイベントで展示される。

## レース戦歴
メルツァリオは新車のA3をレース・オブ・チャンピオンズにエントリーした。これは1979年3月18日に予定されていたノンタイトル戦であったが、大雪のためキャンセルされた。その後の2週間で、メルツァリオはフィオラノサーキットでA3を使って何回かのテストドライブを実施した。
A3は1979年シーズン第4戦のアメリカ西グランプリでようやくデビューした。アルトゥーロ・メルツァリオは予選でA3を使用し、22番手のタイムで予選を通過した。しかし、プラクティスの間にA3は不均一なロングビーチサーキットの路面でサスペンションを損傷し、短時間での修理はリスクが高すぎると考えられたため、メルツァリオは決勝にA2を使用した。決勝でメルツァリオは14周目にエンジントラブルが発生しリタイアとなった。続くスペインとベルギーでは2戦ともA3で予選落ちする。スペインでは予選最下位タイムより1.7秒遅く、ベルギーでは0.5秒遅れであった。ゾルダーの予選でメルツァリオはクラッシュし、右手を骨折したため次戦のモナコでは、前2戦にカウーゼンから出場していたジャンフランコ・ブランカテリを起用した。しかしながらブランカテリはモナコで予備予選落ちした。ブランカテリのタイムは断然遅く、彼のタイムはポールシッターのジョディ・シェクター（フェラーリ）のタイムより12秒も遅かった。次戦のフランスでメルツァリオは復帰した。A3で予選に参加したが、モナコでのブランカテリ同様、最も遅かった。フェラーリと比べると、メルツァリオは最高速度で20km/h近くの差があった。
フランスグランプリの後、メルツァリオはA3で使用をあきらめた。チームはイギリスグランプリから、もとはカウーゼンのマシンであったA4を投入した。A3はシーズン残りをスペアマシンとして運ばれたが、一度しか使用されなかった。アルトゥーロ・メルツァリオは、オーストリアグランプリの予選中のアクシデントでA4を損傷した後、A3でトレーニングセッションの最終ラップを完了した。どちらの車でも、彼は予選通過することはできなかった。
アルトゥーロ・メルツァリオは、A3を現代的でバランスの取れた優れた車と表現した。彼は、パフォーマンスの低さは主にグッドイヤーのタイヤによるものであり、彼は十分なグリップが得られなかったと考えている。多くの文献には、グッドイヤーが1970年代後半にさまざまな品質のタイヤを供給したというコンセンサスがある。高品質のタイヤは、当時トップチームしか利用できなかった。一方、他のチームや小規模なプライベーターには「木製」と揶揄された品質の低いタイヤが供給されていたとされる。

## F1における全成績
(key) （太字はポールポジション）
| 年     | チーム       | エンジン               | タイヤ | ドライバー                   | 車番 | 1   | 2   | 3   | 4   | 5   | 6   | 7    | 8   | 9   | 10  | 11  | 12  | 13  | 14  | 15  | ポイント | 順位 |
| ------ | ------------ | ---------------------- | ------ | ---------------------------- | ---- | --- | --- | --- | --- | --- | --- | ---- | --- | --- | --- | --- | --- | --- | --- | --- | -------- | ---- |
| 1979年 | メルツァリオ | フォード コスワースDFV | G      |                              |      | ARG | BRA | RSA | USW | ESP | BEL | MON  | FRA | GBR | GER | AUT | NED | ITA | CAN | USE | 0        | -    |
| 1979年 | メルツァリオ | フォード コスワースDFV | G      | アルトゥーロ・メルツァリオ   | 24   |     |     |     | PO  | DNQ | DNQ |      | DNQ |     |     | DNQ |     |     |     |     | 0        | -    |
| 1979年 | メルツァリオ | フォード コスワースDFV | G      | ジャンフランコ・ブランカテリ | 24   |     |     |     |     |     |     | DNPQ |     |     |     |     |     |     |     |     | 0        | -    |

## 参照
1. ↑  Ubersicht uber die einzelnen Exemplare des March 761 auf der Internetseite www.oldracingcars.com (abgerufen am 24. Oktober 2017).
2. 1 2 3 4 5  Abriss uber die Geschichte des Teams Merzario auf der Internetseite www.f1rejects.com (archivierte Version), abgerufen am 24. Oktober 2017.
3. 1 2 3  Doug Nye: Das grose Buch der Formel-1-Rennwagen. Die Dreiliterformel ab 1966. Verlagsgesellschaft Rudolf Muller, Koln 1986, ISBN 3-481-29851-X, S. 216.
4. ↑  Adriano Cimarosti: Das Jahrhundert des Rennsports, Motorbuch Verlag Stuttgart 1997, ISBN 3-613-01848-9, S. 293.
5. 1 2  Renngeschichte des Merzario A3 auf der Internetseite www.oldracingcars.com (abgerufen am 25. Oktober 2017).
6. ↑  Geschichte und Beschreibung des Merzario A3 (mit zeitgenossischen Abbildungen) (abgerufen am 25. Oktober 2017).
7. 1 2 3  David Hodges: A-Z of Grand Prix Cars 1906-2001, 2001 (Crowood Press), ISBN 1-86126-339-2, S. 170.
8. ↑  David Hodges: Rennwagen von A-Z nach 1945, Stuttgart 1993, ISBN 3-613-01477-7, S. 190.
9. ↑  Adriano Cimarosti: Das Jahrhundert des Rennsports, Motorbuch Verlag Stuttgart 1997, ISBN 3-613-01848-9, S: 299.
10. ↑  1977年にメルツァリオによって使用されたマーチ・761Bのモノコックは、1976年に使用されたマーチ・761のものと同一であり、それは1975年のマーチ・751のモノコックを引き継いでいる。David Hodges: Rennwagen von A-Z nach 1945, Stuttgart 1993, ISBN 3-613-01477-7, S. 162 f.,および Mike Lawrence: March, The Rise and Fall of a Motor Racing Legend, MRP, Orpington 2001, ISBN 1-899870-54-7, S. 162, では、マーチ・761を751から改装されたものとして説明している。
11. ↑  Statistik der Qualifikation zum Grosen Preis von Spanien 1979 auf der Internetseite www.motorsport-total.com (dort als Merzario A2 gefuhrt), abgerufen am 25. Oktober 2017.
12. ↑  Statistik der Qualifikation zum Grosen Preis von Belgien 1979 auf der Internetseite www.motorsport-total.com (dort als Merzario A2 gefuhrt), abgerufen am 25. Oktober 2017.
13. ↑  Statistik der Qualifikation zum Grosen Preis von Monaco 1979 auf der Internetseite www.motorsport-total.com (dort als Merzario A2 gefuhrt), abgerufen am 25. Oktober 2017.
14. ↑  Statistik der Qualifikation zum Grosen Preis von Frankreich 1979 auf der Internetseite www.motorsport-total.com (dort als Merzario A2 gefuhrt), abgerufen am 25. Oktober 2017.